# Lanugo cesta
Lanugo cesta là một loài tò vò trong họ Ichneumonidae.